# تيز أهنغ (حومة بم)
تیز أهنغ (بالفارسية: تیزآهنگ) هي مستوطنة تقع في إيران في منطقة مركزية ريفية. يقدر عدد سكانها بـ 22 نسمة بحسب إحصاء 2016.